# Fosfodiesterase
Fosfodiesterase é uma enzima que hidrolisa o AMPc (adenosina monofosfato cíclico, um tipo de mensageiro da célula, o qual é sintetizado, geralmente, pela Adenilil-Ciclase), transformando-o em AMP. Como resultado, a proteína quinase é inativada e há predomínio da forma desforforilada das enzimas o que, na maioria das vezes, as inativam. 
A redução do nível de AMPc (decorrente da degradação) inibe a lipólise (isto é, a quebra de lipídios, as células que armazenam gordura).
Portanto, um inibidor da fosfodiesterase, como a cafeína, por exemplo, faz com que haja aumento da concentração de AMPc e da atividade lipolítica.